# Narracja polifoniczna
Narracja polifoniczna - rodzaj narracji, w którym przedstawione są różne punkty widzenia bohaterów, traktowane przez autora na równych zasadach.
Jest on typowy dla współczesnej literatury, na przykład Zbrodni i kary czy W poszukiwaniu straconego czasu Marcela Prousta.